# Vass Bertalan
Vass Bertalan (Székesfehérvár, 1857. május 1. – Székesfehérvár, 1935. június 9.) bölcseleti doktor, ciszterci áldozópap és főgimnáziumi igazgató.

## Életútja
A gimnázium VI. osztályát szülőhelyén, a VII. és VIII.-at Egerben végezte. 1873. szeptember 17-én lépett a rendbe; 1880. július 20-án pappá szentelték. 1879-től főgimnáziumi tanár volt Székesfejérvárt, ahol a magyar irodalomtörténetet és történelmet tanította. 1885-ben bölcseletdoktori oklevelet szerzett; ismeretei körét a nyugat-európai nyelvek és irodalmak tanulásával és több utazással (Magyarország, Ausztria, Németország, Svájc, Olaszország, Belgium, Franciaország) gyarapította. Mint zeneértő a székesfehérvári társadalmi életet kamarazenei előadásokkal élénkítette. Majd a pécsi római katolikus főgimnázium tanára lett, 1900-től pedig az intézmény igazgatója. 1907-től a nagyváradi, 1920-tól a székesfehérvári tankerület igazgatója volt, majd 1928-ban nyugalomba vonult. A Szentháromság Temetőben helyezték örök nyugalomra.
Szekfű Gyula középiskolai irodalom- és művelődéstörténeti tanára volt, előadásait egyebek mellett Hippolyte Taine-ről, Adolphe Thiers-ről és Theodor Mommsenről tartotta, melynek következtében Szekfű elsőként ismerkedett meg a kor legmodernebb történeti irányzataival, egyúttal a modern forráskritikával is. Középiskolai tanítványa volt gr. Klebelsberg Kuno is. Több zeneművet is komponált.
Cikkei a Fővárosi Lapokban (1882. 279. sz. A «tiszta magyarság» védőjéről: Horvát István viszonya korának nevezetesb íróihoz, 1884. 2-4. sz. Révai Miklós születése); a Székesfehérvári Hiradóban (1883. 19. sz. Horvát István szülőháza); a Magyar Nyelvőrben (1883-84. A Zrinyiász mondattana); a székesfejérvári cziszt. főgymnasium Értesítőjében (1884. A Horvát-ünnep története); a Figyelőben (XVII. 1884. A classicismus és romanticismus a világ- és hazai irodalomban); a Kath. Szemlében (1900. Az egyházi zenéről); a Pécsi Figyelőben (1901. 284-286. sz. Vörösmarty emlékezete); a Pécsi Közlönyben (1903. 46-48. sz. Pázmány Péterről); a Tanáregylet Közlönyében (1906. A magyar nyelv, stílus és irodalom tanítása).

## Munkái
- Horvát István életrajza. Pozsony, 1884. (M. Helikon I. 3.).
- A szonett és jelesebb művelői. Székesfehérvár, 1889. (Különny. a székesfehérvári cziszt. r. kath. főgymnasium Értesítőjéből. Ism. Századok 1890. 272. 1.).
- Horvát István életrajza. A m. tudom. Akadémia irodalomtörténeti bizottsága megbízásából. Horvát István arczk. Bpest, 1895. (Ism. Egyetértés 1895. 287. sz., Egyet. Philol. Közlöny, Hazánk 269. sz.).
- Cantate a cisterci-rend nyolcszáz éves fennállásának emlékére. Zenéjét szerzette... Székes-Fehérvár, 1898.
- A középiskolai történetírás. Uo. 1899. (Különny. a székesfehérvári kath. főgymnasium Értesítőjéből).
- Emlékbeszédek. Bpest, 1902.